# اوراق قرضه ملی
اوراق قرضه ملی اوراق قرضه دولتی بودند که در دوره دوم نخست‌وزیری دکتر مصدق چاپ شد. این برگه‌های به ارزش یک صد ریال بوده و اعتباری دوساله داشتند. سود سالیانه برای این اوراق شش درصد تعیین شد. خیلی از مردم هم بخاطر علاقه به شخصیت دکتر مصدق حاضر نشدند سود اوراق را دریافت کنند

## نشر اوراق
به دنبال ادامه تحریم نفتی ایران و مشکلات به وجود آمده دولت ملی دکتر مصدق در سیزدهم مرداد ۱۳۳۰ مجلس شانزدهم «قانون اجازه انتشار دو میلیارد ریال برگ‌های وام یکصد ریالی به دولت» را تصویب کرد.

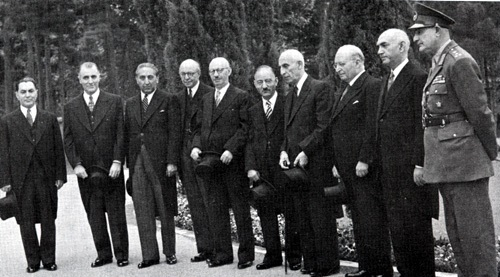
مصدق در کنار اعضای کابینه اولش

## قانون اجازه انتشار اوراق قرضه ملی
در متن این قانون تک ماده ای آمده بود:

به دولت اجازه داده می‌شود برای تمامی امور مربوط به اجرای قانون ملی شدن صنعت نفت در صورتی که ضرورت ایجاب کند تاحدود دومیلیارد ریال به عنوان قرضه ملی به مدت دو سال برگ‌های وام یکصد ریالی بی‌اسم و قابل انتقال با جایزه سالانه صدی شش منتشر کند. اوراق قرضه در چهار ردیف هر ردیف ۵۰۰ میلیون ریال منتشر خواهد شد و مدت انتشار هر یک از ردیف‌ها حداکثر دو ماه خواهد بود. از تاریخی که اوراق قرضه به موجب این قانون قابل پرداخت است، دارندگان آن می‌توانند اوراق مزبور را از بابت مالیات و حقوق وعوارض و سایر دیون به دولت واگذار کنند و مأموران وصول مکلف به قبول این اوراق هستند. وجوه پرداختی از بابت وام و جایزه آن از هر گونه مالیات و عوارض معاف خواهد بود»
این اوراق با امضاء نخست‌وزیر محمد مصدق و وزیر دارای محمود نریمان منتشر شد.

## استقبال مردم
به دنبال نشر این قانون و نطق رادیویی مصدق در خصوص فداکاری مردم و خرید این اوراق، مردم در تهران و شهرستان‌ها برای خریداین اوراق حضور یافتند. حزب توده خرید این اوراق را تحریم کرد. اما احراب ملی و و بازار با خرید این اوراق از دولت ملی حمایت کردند. محمدحسن شمشیری از رهبران شناخته شده بازار با خرید دو میلیون ریال از این اوراق و دادن وامی به ارزش سه میلیون ریال به بانک بیمه از طرح دولت حمایت کرده و محمدحسن شمشیری را به عنوان قهرمان اوراق قرضه ملی در ان دوران معرفی کرد.